# Président de la république des Fidji
Le président de la république des Fidji est le chef de l'État fidjien. Les Fidji étant une république parlementaire, son rôle est honorifique. Il est élu pour trois ans au suffrage indirect par le Parlement.
Les fonctions du président de la République sont définies par la Constitution, la dernière en date datant de 2013. Celle-ci dispose dans son article 82 que, « [d]ans l'exercice de ses pouvoirs et de son autorité exécutifs, le président agit uniquement sur recommandation du Cabinet ou d'un ministre ou de tout autre corps ou autorité prévu par cette Constitution ». 

## Élection
Le président de la République est élu au suffrage indirect uninominal majoritaire à un tour par le Parlement pour un mandat de trois ans reconductible une fois. Le Premier ministre et le chef de l'opposition proposent chacun un candidat aux députés, qui procèdent ensuite au vote, au cours duquel le candidat réunissant le plus de voix l'emporte. En cas d'égalité, un second tour est organisé le lendemain. Si l'égalité persiste après trois tours de scrutin, le candidat proposé par le Premier ministre l'emporte. Si le Premier ministre et le chef de l'opposition s'accordent sur un même candidat, celui ci devient président sans qu'il ne soit procédé à un vote. Tout candidat élu président en étant membre d'un parti politique doit obligatoirement le quitter avant sa prise de fonction

## Titre
Depuis la proclamation de la République, le président de la République a porté successivement les titres suivants, en fonction du nom officiel de l'État :
- 1987-1990 : président de la république des Fidji
- 1990-1997 : président de la république démocratique souveraine des Fidji
- 1997-2011 : président de la république des îles Fidji
- depuis 2011 : président de la république des Fidji

## Histoire

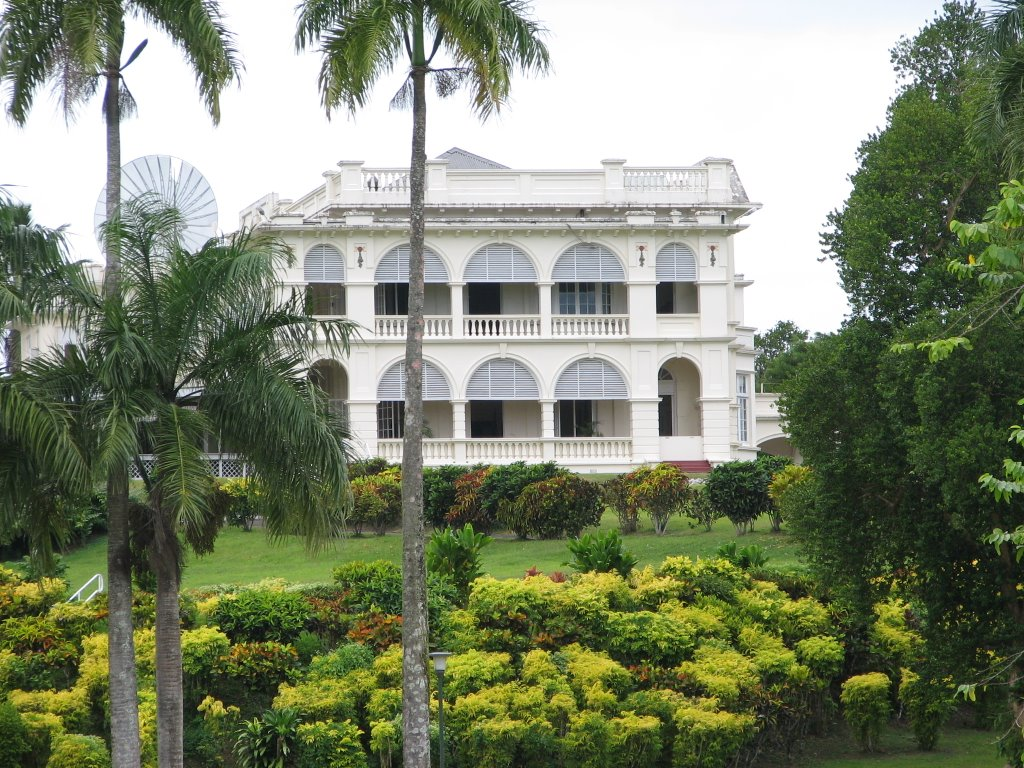
Palais présidentiel à Suva.

Les Fidji devinrent un État indépendant en 1970, et furent initialement un royaume du Commonwealth. Le 14 mai 1987, le général Sitiveni Rabuka mène un coup d'État pour renverser le gouvernement du Premier ministre Timoci Bavadra, travailliste, issu des élections démocratiques d'avril 1987. Rabuka invoque la nécessité d'instaurer une politique de suprématie des intérêts des autochtones, afin de préserver ces derniers face à la majorité de la population, constituée de descendants de migrants venus d'Inde lors de la période coloniale — les 'Indo-Fidjiens'.
Rabuka abroge la Constitution, abolit la monarchie, et, le 7 octobre, proclame la république. Il publie un décret de nomination du chef de l'État et de dissolution du gouvernement militaire des Fidji, et, en application de ce décret, nomme Ratu Sir Penaia Ganilau au titre de premier président de la République, le 5 décembre. Ganilau avait été gouverneur général, représentant de la reine, jusqu'à ce Rabuka n'abolisse la monarchie. Ratu Sir Kamisese Mara, ancien Premier ministre conservateur et autochtone avant sa défaite électorale en 1987, est ensuite restauré au poste de Premier ministre, et le nouveau gouvernement prépare une nouvelle Constitution, celle de 1990, dans la visée explicite est la sauvegarde des intérêts autochtones.
La Constitution de 1990 établit officiellement la fonction de président de la République. Celui-ci est le chef de l'exécutif. (art.82) Il est nommé par le Grand Conseil des chefs (exclusivement autochtone) avec un mandat de cinq ans (art. 31). Le Grand Conseil nomme également deux suppléants qui assureront, l'un ou l'autre, les fonctions de la présidence en cas de vacance ou d'incapacité du Président (art. 33). La fonction du président de la République est essentiellement honorifique ; l'article 62(4) stipule qu'il devra consentir à toute loi adoptée par le Parlement.
La nouvelle Constitution prévoyait sa propre révision, devant avoir lieu en 1997 au plus tard. Cette stipulation, ainsi que la nature extrêmement controversée du texte de 1990, amena à une révision en profondeur, aboutissant à une nouvelle Constitution en 1997. Celle-ci conservait la forme républicaine du gouvernement, mais abrogeait l'essentiel des dispositions discriminatoires à l'encontre des Indo-Fidjiens.

## La fonction de président de la République dans la Constitution de 1997
Le président de la République est le chef de l'exécutif (art. 85), chef de l'État, et « symbolise l'unité de l'État » (art. 86). Il est à la tête des forces armées (art. 87). Il est nommé, conjointement avec le vice-président de la République, par le Grand Conseil des chefs, en consultation avec le premier ministre (art. 90). Son mandat est de cinq ans, reconductible une fois (art. 91). Il agit uniquement, à l'exception de circonstances bien définies, en concordance avec les recommandations du conseil des ministres (art.96) ; ses fonctions sont donc essentiellement cérémonielles. Il peut disposer de pouvoirs d'exception, mais uniquement s'ils lui sont conférés, pour une durée limitée, par le Parlement (art. 187). À l'inverse de la Constitution de 1990, il n'est pas stipulé que le président de la République doive être autochtone — bien qu'il soit toujours nommé par des grands chefs autochtones.
En 2002, le Grand Conseil des chefs affirma que, de son point de vue, Élisabeth II était toujours reine des Fidji. Il ne s'agissait pas là de remettre en cause la république, mais de signifier que le maintien du titre honorifique de « reine » était compatible avec l'existence d'un gouvernement républicain. La monarchie n'a pas de reconnaissance constitutionnelle, ni de fonction institutionnelle, mais sur un plan symbolique la reine est le Chef suprême des Fidji.

## La présidence à la suite du coup d'État de 2006
La présidence survécut sans heurt au coup d'État civil de 2000, mais fut ébranlée par le coup d'État militaire de 2006. Ayant pris le pouvoir par un coup de force en décembre 2006, officiellement pour endiguer la corruption, empêcher l'amnistie des auteurs du coup d'État de 2000, et mettre fin aux politiques 'racistes' (à l'encontre des Indo-Fidjiens) du premier ministre Laisenia Qarase, le contre-amiral Voreqe Bainimarama s'auto-proclama brièvement président, avant de restaurer le président Ratu Josefa Iloilo à ce poste. Il suspendit sine die le Grand Conseil des chefs et, lorsque le président Iloilo prit sa retraite en 2009, ce fut le gouvernement qui nomma son successeur, Ratu Epeli Nailatikau,. En outre, à la suite de l'abrogation de la Constitution en avril 2009, la fonction de Président -qui continue de facto- n'a plus d'assise constitutionnelle.
En mars 2012, le gouvernement Bainimarama abrogea par décret le Grand Conseil des chefs. Il confirma que cela signifiait qu'il faudrait un nouveau mécanisme de nomination du président de la République à l'avenir ; cette disposition serait incluse dans la nouvelle Constitution prévue pour 2013, à la suite de consultations avec les citoyens.

## Liste
Les personnes ci-dessous ont assuré les fonctions de chef de l'État depuis la proclamation de la République. Néanmoins, seules cinq personnes ont officiellement exercé la fonction de président de la République : Ratu Sir Penaia Ganilau, par nomination puis en application de la Constitution de 1990 ; Ratu Sir Kamisese Mara, par application de cette même Constitution à la suite du décès de son prédécesseur ; Ratu Josefa Iloilo, en application des dispositions de la Constitution de 1997 ; Ratu Epeli Nailatikau, nommé par le gouvernement sans appui constitutionnel ; et enfin, Jioji Konrote, élu par le Parlement en accord accord avec les dispositions de la Constitution de 2013.
Quant au poste de vice-président de la République, il fut longtemps vacant après que le gouvernement issu du coup d'État militaire de décembre 2006 destitua le vice-président Ratu Joni Madraiwiwi. Le gouvernement nomma finalement Ratu Epeli Nailatikau vice-président en avril 2009, avant de le promouvoir à la présidence trois mois plus tard, laissant à nouveau vacant le poste de vice-président,. Le poste de vice-président est abrogé par la Constitution de 2013.
| N° | Portrait           | Titulaire (Naissance-mort)      | Élection    | Mandat           | Mandat           | Mandat                    | Parti politique           | Parti politique       |
| N° | Portrait           | Titulaire (Naissance-mort)      | Élection    | Début            | Fin              | Durée                     | Parti politique           | Parti politique       |
| -- | ------------------ | ------------------------------- | ----------- | ---------------- | ---------------- | ------------------------- | ------------------------- | --------------------- |
| —  | Sitiveni Rabuka    | Sitiveni Rabuka (né en 1948)    | Coup d'État | 7 octobre 1987   | 5 décembre 1987  | 1 mois et 28 jours        |                           | Militaire             |
| 1  | Penaia Ganilau     | Penaia Ganilau (1918-1993)      | 1987        | 5 décembre 1987  | 15 décembre 1993 | 6 ans et 10 jours         |                           | Indépendant           |
| 2  | Kamisese Mara      | Kamisese Mara (1920-2004)       | 1993        | 15 décembre 1993 | 29 mai 2000      | 6 ans et 5 mois           |                           | Indépendant           |
| —  | Frank Bainimarama  | Frank Bainimarama (né en 1948)  | Coup d'État | 29 mai 2000      | 13 juillet 2000  | 1 mois et 14 jours        |                           | Militaire             |
| 3  | Josefa Iloilo      | Josefa Iloilo (1920-2011)       | 2001 2006   | 13 juillet 2000  | 5 décembre 2006  | 6 ans, 4 mois et 22 jours |                           | Indépendant           |
| —  | Frank Bainimarama  | Frank Bainimarama (né en 1948)  | Coup d'État | 5 décembre 2006  | 4 janvier 2007   | 30 jours                  |                           | Militaire             |
| 3  | Josefa Iloilo      | Josefa Iloilo (1920-2011)       | Réinvesti   | 4 janvier 2007   | 30 juillet 2009  | 2 ans, 6 mois et 26 jours |                           | Indépendant           |
| 4  | Epeli Nailatikau   | Epeli Nailatikau (né en 1941)   | intérim     | 30 juillet 2009  | 5 novembre 2009  | 6 ans, 3 mois et 13 jours |                           | Indépendant           |
| 4  | Epeli Nailatikau   | Epeli Nailatikau (né en 1941)   | 2009        | 5 novembre 2009  | 12 novembre 2012 | 6 ans, 3 mois et 13 jours |                           | Indépendant           |
| 4  | Epeli Nailatikau   | Epeli Nailatikau (né en 1941)   | —           | 12 novembre 2012 | 12 novembre 2015 | 6 ans, 3 mois et 13 jours |                           | Indépendant           |
| 5  | Jioji Konrote      | Jioji Konrote (né en 1947)      | 2015 2018   | 12 novembre 2015 | 12 novembre 2021 | 6 ans                     |                           | FijiFirst             |
| 6  | Wiliame Katonivere | Wiliame Katonivere (né en 1964) | 2021        | 12 novembre 2021 | 12 novembre 2024 | 3 ans                     |                           | FijiFirst (2021-2024) |
| 6  | Wiliame Katonivere | Wiliame Katonivere (né en 1964) | 2021        | 12 novembre 2021 | 12 novembre 2024 | 3 ans                     | Alliance populaire (2024) |                       |
| 7  | Naiqama Lalabalavu | Naiqama Lalabalavu (né en 1953) | 2024        | 12 novembre 2024 | en cours         | 4 mois et 2 jours         |                           | Alliance populaire    |